# Христо Пасхов
Христо Николов Пасхов е български революционер, член на Вътрешната македоно-одринска революционна организация.

## Биография
Пасхов е роден на 15 януари 1874 година в Пътеле, Леринско, в Османската империя, днес Агиос Пантелеймонас, в Гърция. Завършва IV клас на българската гимназия в Битоля, след което работи като учител в Битолско, Преспанско и други места. Влиза във ВМОРО и е назначен за районен началник в Битолски Демир Хисар на Смилевския конгрес. Остава нелегален в района си след въстанието, а по-късно заминава за София. Спасява и пренася в България въстаническото знаме. Пасхов се завръща в Битолско след амнистията в 1904 година и работи като учител дълги години в Цер. Преследван от османските власти, отново се завръща в България и става учител във Владая.
Умира след тежко боледуване на 10 май 1936 година в Александровска болница, София.